# Joaquim Neves
Pour les articles homonymes, voir Neves.
Joaquim Neves, de son nom complet Joaquim da Silva Neves, est un footballeur portugais né le 24 décembre 1970 à Santo Tirso. Il évoluait au poste d'arrière droit.

## Biographie

### En club
Il commence sa carrière en 1988 au sein de son club formateur le CD Aves en deuxième division portugaise,,,.
En 1991, il est transféré au FC Porto. Lors de sa première saison 1991-1992, il ne joue que quelques matchs de Coupe du Portugal. Il ne découvre la première division portugaise que lors de la saison 1992-1993 et est ainsi sacré Champion du Portugal,,.
Peu utilisé avec le club portiste, il est prêté pendant quatre saisons consécutives, au Sporting Braga, au Gil Vicente FC, au CF Belenenses et au CS Marítimo,,.
Lors de la saison 1997-1998, il joue avec Porto et remporte le titre de champion du Portugal 1998 ,,.
Il est à nouveau prêté lors de la saison 1998-1999 au GD Chaves,,.
De 1999 à 2001, il est joueur du SC Salgueiros,,.
Transféré en 2001 au CD Aves, il raccroche les crampons en 2005 au sein de son club formateur,,.
Il dispute un total de 177 matchs en première division portugaise.
En compétitions européennes, il dispute deux matchs en Ligue des champions de l'UEFA avec le FC Porto.

### En équipe nationale
International portugais, il reçoit une unique sélection en équipe du Portugal. Le 27 mars 1996, il joue contre la Grèce en amical (victoire 1-0 à Lisbonne).

## Palmarès
FC Porto
| - Championnat du Portugal (2) : - Champion : 1992-93 et 1997-98. - Coupe du Portugal (1) : - Vainqueur : 1997-98. |  | - Supercoupe du Portugal (1) : - Vainqueur : 1991. |